# Пахомий Русский
Пахомий Русский (в миру Прокопий; ум. 1730) — преподобный, мученик Русской церкви, живший в первой половине XVIII века.
Прокопий родился в Малороссии и в молодых годах взят был в плен татарами, которые продали его в рабство в городе Усаки турецкому кожевнику, где он прожил 27 лет, много потерпел за христианскую веру, но магометанства не принял. Хозяин очень привязался к Прокопию и даже хотел выдать за него свою дочь, но тот отказался и получил свободу.
Однажды он заболел и впал в беспамятство, а турки одели его в свои одежды и разгласили, что он отрекся от Иисуса Христа.
По выздоровлении он отправился в Смирну, сбросил турецкие одежды и отплыл на святую гору Афон, где в монастыре Святого Павла постригся в монашество с именем Пахомия и прожил там около двенадцати лет; затем он перешел в пустынь к одному подвижнику и там шесть лет провёл в смирении, посте и молитве, но все время душевно страдал, сомневаясь, не произнёс ли он во время болезни каких-либо слов против христианства и в посрамление Христа. Это заставило его решиться на подвиг исповедничества. В иноческом одеянии он возвратился к туркам в Усаки: турки обвинили его в измене Магомету, осыпали его бранью, мучили и в конце концов, 7 мая 1730 года, отсекли ему голову.
Нетленные мощи его покоятся на острове Патмосе на юго-востоке Эгейского моря в обители Святого Иоанна Богослова.
Память его чтится 7 мая.